# 多隔钩丝壳
多隔钩丝壳（学名：Uncinula septata）是属于白粉菌目白粉菌科钩丝壳属的一种真菌，寄生在栎属植物上。该种分布于中国、日本。